# Lambert von Grandson
Lambert von Grandson war von ca. 1090 bis 1097/98 Bischof von Lausanne.

## Leben
Lambert entstammt dem begüterten Adelsgeschlecht der Herren von Grandson in der nordwestlichen Waadt. Sein Vater war Lambert, Herr von Grandson. Lambert wurde um 1090 Bischof von Lausanne. Im Konflikt zwischen Kaiser und Papst stand er auf der Seite Kaiser Heinrichs IV. Seine Weihe erfolgte durch den Gegenpapst Clemens III. Nachdem er des verschwenderischen Umgangs mit Gütern seines Bistums beschuldigt wurde, näherte er sich dem Papst an. Dies rief den Zorn des Kaisers hervor und führte vermutlich 1097/98 zum Verlust des Bistums. Er soll anschließend als Eremit gelebt haben.